# Елена Лакапина
Елена Лакапина (* ок. 910; † 19 септември 961 г.) е византийска императрица, съпруга на император Константин VII Багренородни.

## Произход
Елена е дъщеря на Роман I Лакапин и съпругата му Теодора.
През 919 г. Роман Лакапин извършва преврат срещу императрица Зоя Карбонопсина, която е начело на регентския съвет на малолетния си син – Константин VII Багренородни. Управлението на Зоя, подкрепяно от военачалника Лъв Фока, е изключително непопулярно заради неуспешните опити на властта да се справи със заплахата от страна на България, които стават причина византийската армия да понесе серия загуби от българите на бойното поле. Роман Лакапин, подкрепян от широки кръгове във византийския двор, извършва държавен преврат, отстранява Зоя от регентството и сам се обявява за регент на Константин VII.

## Брак с Константин VII Багренородни
За да закрепи властта си, Роман омъжва дъщеря си Елена за малолетния император. Според историческите сведения бракът между Елена и Константин VII е сключен през април или май 919 г. По това време Константин VII е почти на 14 години, а за възрастта на Елена няма исторически данни, но се предполага, че по това време и тя не е била пълнолетна.
След сключването на брака Роман Лакапин е обявен за василиопатор („баща на императора“). През септември 919 г. Лакапин получава и титлата „кесар“, а на 17 декември 920 г. е коронован за старши съимператор. През януари 921 майката на Елена, Теодора, е коронована за старша „Августа“. Така Елена е младша императрица, втора в дворцовата йерархията след майка си. Положението се променя след смъртта на Теодора на 20 февруари 922 г. Малко по-късно Роман обявява за съимператори синовете си Христофор, Стефан и Константин, а съпругите им са обявени за съимператрици на Елена.
На 16 декември 944 г. Роман Лакапин е детрониран от синовете си Стефан и Константин и е заточен на Принцовите острови, където е постриган за монах. Причината за това е, че бащата на Елена настоял вместо от синовете си да бъде наследен от зет си Константин VII. На 27 януари 945 г. Константин VII успява да детронира братята на съпругата си и възвръща едноличната си власт. Така Елена остава единствената императрица в Империята. Константин VII обаче не е заинтересован от управлението и прехвърля тежестта му върху бюрократите и генералите си, както и върху енергичната си съпруга Елена.
След смъртта на Константин VII на 9 ноември 959 г. на престола се възкачва вторият син на Елена, Роман II. Елена отстъпва мястото си на императрица на снаха си Теофано, която убеждава Роман II да заточи всичките си сестри в манастира Каниклейон. Изглежда след тези събития Елена Лакапина се оттегля от дворцовия живот. Тя умира на 19 септември 961. Дата на смъртта ѝ е посочена в хрониката на Продължителя на Теофан.

## Деца
Елена Лакапина и Константин VII имат седем деца:
- Лъв
- Роман II
- Зоя
- Теодора Порфирогенита
- Агата
- Теофано
- Анна